# Iskra Kielce
Iskra Kielce – klub sportowy z Kielc. Działał w latach 1952–1973 i kontynuował tradycje przedwojennego Granatu (1935–1939).

## Historia klubu i jego sekcje
Klub kontynuował tradycje założonego w 1935 roku Granatu Kielce. Powstał on przy Zakładach Zbrojeniowych „Granat” i posiadał trzy sekcje. Drużyna piłkarska, w której grało kilku zawodników zlikwidowanego przed sezonem 1937 Strzelca Kielce (m.in. Jan Broniś i Zygmunt Gajek), rywalizowała w rozgrywkach podokręgu kieleckiego, natomiast w sezonie 1938/1939 przystąpiła do klasy A Krakowskiego Okręgowego Związku Piłki Nożnej (trzeci poziom ligowy). Okazała się najlepsza w jednej z grup, jednak nie przystąpiła do meczów o awans z powodu wybuchu II wojny światowej. Zawodnikiem sekcji kolarskiej Granatu był m.in. Franciszek Kafar – kolarz uznawany za jednego z najlepszych w Kielcach w okresie międzywojennym. Do czołowych bokserów zaliczano Mieczysława Barana i Stanisława Kulczyckiego – uczestników mistrzostw Polski. Ten pierwszy wystartował w krajowym czempionacie w 1938 w Łodzi, gdzie w wadze półciężkiej został pokonany przez Szkwarkowskiego, zaś drugi rok później przegrał w Katowicach przez nokaut w trzeciej rundzie z Wasylem Biłyjem.
W 1952 roku został założony klub Stal Zakłady Metalowe Kielce, nazwę Iskra przyjął w 1957. Posiadał kilka sekcji:
- kolarstwo – zawodnikami sekcji kolarskiej byli m.in. Henryk Siwek i Edward Błaszczyk[6]. Ten pierwszy zaliczany był do najlepszych kolarzy regionu, w 1961 roku wziął udział w Tour de Pologne. Na etapie, który prowadził z Zielonej Góry do Piły, zajął szóste miejsce. W klasyfikacji generalnej uplasował się na 17 pozycji[7].
- piłka nożna – piłkarze nożni Iskry w 1960 roku po raz pierwszy awansowali do klasy okręgowej. Po spadku szybko do niej powrócili (1962) i grali w niej aż do czasu połączenia się z SHL. Ostatni swój sezon (1972/1973) zakończyli na szóstej pozycji[3]. Ponadto piłkarze Iskry dwukrotnie uczestniczyli w pucharze Polski na szczeblu centralnym. W sezonie 1964/1965 w pierwszej rundzie spotkali się z Włókniarzem Łódź, którego pokonali 3:2. W następnej fazie przegrali 0:3 z Cracovią i zostali wyeliminowani z rywalizacji[8]. W kolejnych rozgrywkach odpadli w I rundzie, ponosząc porażkę w domowym meczu z Wawelem Kraków (2:7)[9].
- piłka ręczna – sekcja piłki ręcznej powstała w 1965 roku, poprzez przejęcie graczy z SHL Kielce. Działała zarówno drużyna męska jak i żeńska (od 1968). Obie występowały w II lidze. Trenerem mężczyzn był m.in. Edward Strząbała[6].

- tenis stołowy – tenisiści stołowi Iskry nie odnosili sukcesów w rozgrywkach na szczeblu centralnym, do najlepszych zawodników okręgu zaliczany był za to Kazimierz Wąsik[10].

W 1973 roku Iskra połączyła się z SHL Kielce, tworząc Koronę. Powstały w niej cztery sekcje, w tym sekcje kolarstwa, piłki nożnej i piłki ręcznej.
W 1991 roku z Korony wydzielono sekcję piłki ręcznej. Przyjęła ona nazwę Iskra, nawiązując tym samym do „starej Iskry”. Pod szyldem tym występowała do 1999 roku. W tym czasie osiągnęła swoje pierwsze sukcesy – została m.in. mistrzem Polski. Obecnie rywalizuje jako Industria Kielce.
Część kibiców Vive nadal utożsamia się z nazwą Iskra. W 2010 roku powstało Stowarzyszenie Kibiców „Iskra Kielce”, natomiast jednym z głównych celów istniejącej grupy ultras, Ultras BRC`10, jest „odzyskanie poprawnej nazwy klubu”.